# Bronagh Gallagher
Bronagh Gallagher, född 26 april 1972 i Derry, är en nordirländsk sångerska och skådespelare. Hennes stora genombrott kom i och med rollen som Bernie i The Commitments. 

## Biografi
Under tonåren ägnade hon sig, genom skolan, åt drama- och musikakiviteter. Hon gick med i en lokal teatergrupp, Oakgrove Theatre Company och var bakgrundssångerska i ett lokalt band, The Listener. Förutom The Commitments har hon medverkat i filmer som Thunderpants, You, Me & Marley, Divorcing Jack, Pulp Fiction och Star Wars: Episod I - Det mörka hotet. På teaterscenen har hon bland annat medverkat i en Théâtre de Complicité-produktion av The Street of Crocodiles. 
Gallagher ägnar sig även åt musik. Hennes första album Precious Soul som släpptes 2004 på etiketten Salty Dog Records label producerades av John Reynolds. Hon samarbetade med Brian Eno i sångerna He Don't Love You och Hooks. Bronagh skrev större delen av musiken på albumet, spelade trummor och sjöng.

## Filmografi i urval
- 1991 – The Commitments
- 1994 – Pulp Fiction
- 1996 – Mary Reilly
- 1999 – The Most Fertile Man In Ireland
- 1999 – Star Wars: Episod I - Det mörka hotet
- 2005 – Huset vid Tara Road
- 2005 – Poirot: Mysteriet på blå tåget
- 2006 – Tristan & Isolde
- 2008 – Last Chance Harvey
- 2008 – Faintheart
- 2009 – Sherlock Holmes
- 2010 – Tamara Drewe
- 2011 – Albert Nobbs
- 2020 – Belgravia (TV-serie)